# MoleZ
MoleZ är ett datorspel för DOS utvecklat år 1997 av finska FRACTiLE Games, freeware sedan julen 1999 (doneringsbaserad licens dessförinnan). MoleZ är liksom sin populära efterföljare Liero (1998) en realtid-variant av det turordningsbaserade spelet Worms. Spelet går ut på att mellan två och fyra spelare (på samma tangentbord) styr varsin mullvad (engelska mole) och ska döda varandra.
Vapenarsenalen består av 17 vapen, varav de flesta återfinns i Liero. Och utöver vapnen finns en änterhake som till skillnad från motsvarande i Liero, är betydligt klenare och släpper medan den används. Vapenarsenalen, grafiken och spelkänsla är också simplare i MoleZ än Liero. En annan skillnad mellan MoleZ och Liero är att MoleZ har musik, både vid spelande och i menyer (denna går dock inte att stänga av, men det är lätt fixat genom radering av filerna ingame1.mus, ingame2.mus och menu.mus). Liero saknar helt musik och återanvänder många av ljudeffekterna i MoleZ.